# Åsnespel
Åsnespel, även kallat bara åsna, är ett kortspel som spelas med en speciell kortlek bestående av 100 kort numrerade från 1 till och med 20, fem av varje nummer. Spelet kan inordnas under kategorin patiensspel, det vill säga patienser avsedda för mer än en person.
Korten breds ut på bordet med baksidan uppåt. Spelarna vänder i tur och ordning upp kort och lägger i en hög framför sig med siffersidan uppåt. Om ett uppvänt kort är en 1:a, ska det placeras i mitten på bordet. På detta kort kan sedan läggas en 2:a, och därefter följande nummer upp till 20. Man kan lägga ifrån sig uppvända kort även på någon av motspelarnas högar, under förutsättning att det uppvända kortets värde är ett steg över, eller under, högens översta kort.
Den spelare som sist har kort kvar har förlorat spelet och blir ”åsna”.